# Аниксис
Аниксис (греч. Άνοιξις ή Άνοιξη) — малый город в Греции, северный пригород Афин. Расположен к югу от Айос-Стефаноса, к юго-востоку от Крионериона, к северу от Дросьи и к северо-западу от Стаматы. Относится к общине (диму) Дионисос в периферийной единице Восточная Аттика в периферии Аттика. Население 6510 человек по переписи 2011 года.